# Flavor of kiss
Singles de AAA
Ashita no Hikari
(2015) Lover
(2015)
Flavor of kiss est le 47e single du groupe AAA sorti sous le label Avex Trax le 24 juin 2015 au Japon. À l'occasion de leur dixième anniversaire, un single est sorti chaque mois, celui-ci est le sixième d'une série de sept. Il arrive 2e à l'Oricon. Il se vend à 37 071 exemplaires la première semaine et reste classé 6 semaines pour un total de 47 066 exemplaires vendus en tout durant cette période. Flavor of kiss se trouve sur l'album AAA 10th Anniversary Best.

## Liste des titres
| 1. | Flavor of kiss                |  |
| 2. | Flavor of kiss (Instrumental) |  |